# Калиновка (Броварский район)
Кали́новка (укр. Калинівка) — посёлок, входит в Броварский район Киевской области Украины.

## Географическое положение
Расположен в 25 км от Киева и в 7 км от Броваров.

## История
Основан как село Калиновка 21 сентября 1928 года.
В ходе Великой Отечественной войны в 1941 - 1943 гг. селение было оккупировано немецкими войсками.
В 1983 году здесь был построен жилой комплекс из 4-этажных крупнопанельных жилых домов.
В мае 1995 года Кабинет министров Украины утвердил решение о приватизации находившихся здесь металлобазы "Київметалопром", оптовой базы "Киевтехнооптторг", в июле 1995 года было утверждено решение о приватизации совхоза.
Население по переписи 2001 года составляло 3731 человек, а по данным 2003 года в поселке проживало 3980 жителей.
Общая площадь земель Калиновского поселкового совета составляет 1402,3 га. Является административным центром Калиновского поселкового совета, до 2003 года был селом и центром Калиновского сельского совета, село имело код 3221283201.

## Местный совет
07443, Киевская обл., Броварский р-н, пгт Калиновка, ул. Черниговская, 20